# Eragrostis aethiopica
Eragrostis aethiopica är en gräsart som beskrevs av Emilio Chiovenda. Eragrostis aethiopica ingår i släktet kärleksgrässläktet, och familjen gräs. Inga underarter finns listade i Catalogue of Life.